# Black Business
Black Business è il terzo album del gruppo hip hop statunitense Poor Righteous Teachers, pubblicato il 16 settembre del 1993 e distribuito da Profile.
| Recensione | Giudizio |
| ---------- | -------- |
| AllMusic   | [ 1 ]    |

## Tracce
Musiche dei Poor Righteous Teachers eccetto dove indicato.
1. 144K (featuring Rahzi Highpower) – 4:49 (testo: David V Jones Jr., Scott Phillips, Timothy Grimes)
2. Da Rill Shit (featuring Black Prince, Omar Superstar & Power Israel) – 5:07 (testo: Andre Long, Israel Grimes, Kerry Williams, Phillips, Solomon Dinkins III, T. Grimes)
3. Nobody Move – 4:28 (testo: Phillips, T. Grimes)
4. Mi Fresh – 4:16 (testo: Williams, T. Grimes, Tony Depula – musica: Tony D)
5. Here We Go Again – 4:22 (testo: Dee, Gizmo, Williams, Phillips, T. Grimes, Lana Michelle Moorer)
6. Selah (featuring Rahzi Highpower) – 3:58 (testo: David V Jones Jr., T. Grimes, Depula – musica: Tony D)
7. Black Business – 3:55 (testo: G. Wilson, Williams, T. Grimes, Depula – musica: Tony D)
8. Gett off the Crack – 3:22 (testo: Scott Sterling, Williams, Lawrence Parker, Phillips, T. Grimes)
9. None Can Test – 4:08 (testo: Williams, Phillips, T. Grimes)
10. Ghetto We Love – 4:44 (testo: Phillips, T. Grimes)
11. Rich Mon Time – 4:30 (testo: Curtis Mayfield, Williams, Phillips, T. Grimes)
12. Lick Shots – 4:37 (testo: T. Grimes, Depula – musica: Tony D)

Durata totale: 52:16

## Classifiche

### Classifiche settimanali
| Classifica (1993)         | Posizione massima |
| ------------------------- | ----------------- |
| Stati Uniti               | 167               |
| US Top R&B/Hip-Hop Albums | 29                |